# Keystone Match & Machine Company
Keystone Match & Machine Company war ein US-amerikanischer Hersteller von Fahrzeugen.

## Unternehmensgeschichte
Das Unternehmen wurde 1894 in Lebanon in Pennsylvania gegründet. Zunächst stellte es Streichhölzer und Maschinen für deren Produktion her. 1896 kamen Fahrräder dazu. 1899 begann die Produktion von Automobilen, entworfen von J. G. Xander. Der Markenname lautete Keystone. 1900 endete die Fahrzeugproduktion.
Streichhölzer wurden noch länger produziert.
Es gab keine Verbindungen zu den anderen US-amerikanischen Herstellern von Autos der Marke Keystone: 
Keystone Motor Company, Munch Motor Car Company und H. Cook & Brothers.

## Fahrzeuge
Fahrräder wurden als O. K., Penryc Hygienic und Xander vermarktet.
Die Kraftfahrzeuge waren Dampfwagen. Jedes Hinterrad wurde einzeln angetrieben. Je nach Quelle waren es drei Dampfmotoren pro Hinterrad oder ein Dreizylindermotor pro Hinterrad. Die Höchstgeschwindigkeit war mit 32 km/h angegeben. Eine Abbildung zeigt einen offenen Runabout mit zwei Sitzen.
Daneben waren Nutzfahrzeuge geplant.